# Джеролама Орсини
Джерòлама/Джирòлама Орсѝни (на италиански: Gerolama Orsini, Girolama Orsini; * ок. 1503, Питиляно, Графство Питиляно; † юли 1569, Витербо, дн. Италия) от знатното римско семейство Орсини, е чрез брак херцогиня на Парма и Пиаченца и първа херцогиня на Кастро.

## Произход
Джеролама произхожда от знатния римски аристократичен род Орсини, чиито представители оказват влияние върху политическия живот в Рим от Средновековието. Родена е около 1503 г., вероятно в Питиляно, в семейството на кондотиера Луиджи Орсини (* 1470, † 1534), граф на Питиляно, и на съпругата му Джулия Конти от рода на графовете на Сени. По бащина линия е внучка на Николо III Орсини, граф на Питиляно, и на Елена Конти. По майчина линия е внучка на Джакомо Конти, господар на Карпинето, и на Елизабета Карафа, племенница на кардинал Франческо Конти. Има двама братя и една сестра:
- Марция († 1548), съпруга на Ливио д'Алвиано и на Джан Джакомо Медичи, маркиз на Мариняно
- Джан Франческо († 1567), граф на Питиляно
- Латино († пр. 1534)

## Биография

### Брак
През 1513 г., по инициатива на кардинал Алесандро Фарнезе, започват преговорите за брак между неговия първороден син Пиер Луиджи Фарнезе и Джеролама. По това време вече съществуват брачни връзки между семействата Орсини и Фарнезе. На 26 март 1513 г. е подписан брачният договор, в който е посочена сумата на зестрата на булката, която възлиза на 9000 дуката и два феода – Челере и Пианиано. Сватбената церемония се състои на 15 януари 1519 г. във Валентано. Въпреки че това е брак без любов, Джеролама остава вярна и предана съпруга, толерирайки крайностите на Пиер Луиджи, неговата бруталност и екстравагантност с достойнство, и му ражда пет деца.

### Херцогиня
След сватбата двойката живее в палат „Фарнезе“ във Валентано и прекарва лятото в палат „Фарнезе“ в Градоли. През 1534 г. свекърът на Джеролама, с когото тя поддържа добри отношения, става папа под името Павел III. Влиянието на семейство Фарнезе в Рим се увеличава значително, но това по никакъв начин не се отразява на поведението ѝ. Според свидетелства на нейни съвременници тя е интелигентна жена със силна воля. Скандалите, свързани с бисексуалното поведение на съпруга ѝ, не я нараняват особено. Джеролама си кореспондира с църковни и мирски хуманисти: Марчело Червини – бъдещият папа Марцел II, Паоло Джовио, Джовани Дела Каза и Бартоломео Кавалканти.
На 14 март 1537 г. Павел III предоставя на Пиер Луиджи Херцогство Кастро, а съпругата му получава титлата на херцогиня. През 1541 г. същият папа ѝ дава годишна пенсия от 100 000 скуди заедно с плащания на други членове на нейното семейство. Херцогинята харчи повечето от личните си средства за закупуване на скъпи платове за рокли за дъщеря си и нейните шаферки. За да разреши икономически проблеми, тя често трябва да пътува между Рим и владенията на семейството.
На 26 август 1545 г. Павел III предоставя Херцогство Парма и Пиаченца на Пиер Луиджи. В чест на новата херцогиня Парма обявява Йероним Блажени за свой покровител. Когато съпругът ѝ се установява в Пиаченца, той се обажда на съпругата си и най-големия си син Алесандро, молейки за помощ при управлението на владението, но свекърът на Джеролама не позволява.
Джеролама посвещава почти цялото си време на живота на децата си. Тяхната кореспонденция става особено честа през 1546 г., когато двамата синове на херцогинята, Александър и Октавий, пристигат в дома на императора, докато той се подготвя за война с протестантите.
Джеролама отдава голямо значение на брака на единствената си дъщеря Витория. През януари 1545 г. започва подготовката за брака ѝ с Фабрицио Колона, престолонаследник на Палиано. Този брак би трябвало да сложи край на дългогодишни спорове между двете семейства. Павел III обаче не ѝ дава съгласието си. Планът за династичен брак с Веспасиано Колона е отхвърлен на основание, че младоженецът не изглежда достатъчно зрял. В кореспонденция със съпруга си Джеролама го помоли да убеди баща ѝ да омъжи дъщеря си за достоен кандидат възможно най-скоро. На 29 юни 1547 г. в Рим Витория се омъжва за Гуидобалдо дела Ровере.

### Последни години и смърт
На 10 септември 1547 г. съпругът ѝ Пиер Луиджи II е убит от група заговорници. Вдовстващата херцогиня се обръща към Марчело Червини, тогавашен папски легат в Болоня, за да го помоли да вземе тялото на съпруга ѝ, за да го погребе в семейната гробница в капуцинския манастир на остров Бизентина. Тя успява да погребе съпруга си едва през юли 1548 г., когато останките му от Парма са пренесени на острова от нейния син Отавио, който става новият херцог на Парма и Пиаченца, а брат му Орацио получава Херцогство Кастро.
През 1549 г. свекърът на Джеролама – папа Павел III умира. Заедно с децата си тя подкрепя избора в конклава за кандидат на профренската партия с цел да осигури Херцогство Парма и Пиаченца за Фарнезе. Избран за папа Юлий III – кандидатът на происпанската партия, а Фарнезе са лишени от всичките си привилегии. Новият папа се опитва да им отнеме Херцогство Кастро. Джеролама не признава законността на действията си и издейства изтеглянето на папската армия от територията на херцогството. През май 1552 г. феодът се връща на семейство Фарнезе и всъщност се управлява от нея. През август същата година най-малкият ѝ син Орацио умира. От този момент до смъртта си тя почти никога не напуска границите на херцогството, живеейки в дворците на Валентано и Каподимонте. Чести нейни гости са нейните деца и чуждестранни посланици. През 1556 г. във Витербо строи манастир за бенедиктинците (или цистерцианците), сега известен с прозвището „Манастир на херцогинята“.
Умира през юли 1569 г. и е погребана до съпруга си в семейната гробница в църквата „Свети Яков и Христофор“ на остров Бизентина, в средата на езерото Болсена.

## Брак и потомство
∞ 1519 във Валентано за Пиер Луиджи II Фарнезе (* 19 ноември 1503, Рим, † 10 септември 1547, Пиаченца), 1-ви херцог на Кастро (1537 – 1545) и от 1545 г. 1-ви херцог на Парма, Пиаченца и Гуастала, от когото има четири сина и една дъщеря:
- Алесандро Фарнезе (* 5 октомври 1520, Валентано † 2 март 1589, Рим), епископ на Парма и кардинал декан, голям меценат
- Витория Фарнезе (* 10 август 1521, Валентано † 3 септември 1602, Пезаро), чрез брак херцогиня на Урбино; ∞ за Гуидобалдо II дела Ровере (* 1513 † 1574), херцог на Урбино, от когото има един син и две дъщери
- Отавио Фарнезе (* 9 октомври 1524 † 18 септември 1586), херцог на Парма и Пиаченца от 1547, 2-ри херцог на Кастро от 1553, ∞ 4 ноември 1538 за Маргарита Пармска (* 1522, † 1586), извънбрачна припозната дъщеря на император Карл V/I от Испания, от която има двама сина
- Ранучо Фарнезе (* 11 август 1530 † 29 октомври 1565), архиепископ на Неапол и кардинал, голям меценат
- Орацио Фарнезе (* февруари 1531 † 18 юли 1553), 3-ти херцог на Кастро от 1545, ∞ 13 февруари 1552 за Диана Френска (* 1538 † 1619), извънбрачна дъщеря на френския крал Анри II, от която няма деца

- Децата на Джиролама
- Алесандро
- Витория
- Отавио
- Ранучо
- Орацио